# آتیس-وال دوهور
آتیس-وال دوهور (به فرانسوی: Athis-Val de Rouvre) یک کمون در فرانسه است که در اورن واقع شده است. آتیس-وال دوهور ۷۶٫۹۷ کیلومتر مربع مساحت دارد.